# Federico Ravaglia
Federico Ravaglia (sinh ngày 11 tháng 11 năm 1999) là một cầu thủ bóng đá chuyên nghiệp người Ý hiện tại đang thi đấu ở vị trí thủ môn cho câu lạc bộ Bologna tại Serie A.

## Sự nghiệp thi đấu

### Bologna
Anh trưởng thành ở lò đào tạo trẻ Bologna và bắt đầu chơi cho đội U-19 của họ trong mùa giải 2016–17.
Trong các mùa giải 2016–17 và 2017–18, anh có tên trên băng ghế dự bị trong các trận Serie A 40 lần, nhưng không được ra sân lần nào.
Trong mùa giải 2020–21, anh trở thành thủ môn thứ 2 của Bologna (sau Łukasz Skorupski) trong mùa giải, và anh ấy cũng có trận ra mắt câu lạc bộ ở Serie A vào ngày 13 tháng 12 năm 2020, trong trận thua 1–5 trận thua trên sân nhà trước Roma.

#### Cho mượn tại Südtirol
Vào ngày 10 tháng 7 năm 2018, anh gia nhập câu lạc bộ Südtirol theo dạng cho mượn kéo dài một mùa giải tại Serie C.
Anh ra mắt chuyên nghiệp tại Serie C cho Südtirol vào ngày 5 tháng 5 năm 2019 trong trận đấu với Monza. Anh đã thay thế cho Michele Nardi trong hiệp một. Đó vẫn là lần ra sân duy nhất của anh cho Südtirol khi liên tục ngồi dự bị trong phần còn lại của mùa giải.

#### Cho mượn tại Gubbio
Ngày 23 tháng 7 năm 2019, anh được đem cho mượn tại câu lạc bộ Gubbio tại Serie C.
Anh ấy xuất hiện lần đầu trong đội hình xuất phát của Gubbio vào ngày 25 tháng 8 năm 2019 trong trận thua 2-1 trước Triestina tại Serie C.

#### Cho mượn tại Frosinone
Vào ngày 17 tháng 7 năm 2021, anh gia nhập câu lạc bộ Frosinone tại Serie B theo dạng cho mượn.

#### Cho mượn tại Reggina
Ngày 21 tháng 7 năm 2022, Ravaglia gia nhập câu lạc bộ Reggina dưới dạng cho mượn, nhưng nó đã chấm dứt sớm vào tháng 1 năm 2023 sau khi Nicola Bagnolini dính chấn thương dài hạn và Bologna cần một thủ môn thứ 3.